# Diecezja Coroico
Diecezja Coroico (łac.: Dioecesis Coroicensis, hiszp.: Bispado Coroico) – rzymskokatolicka diecezja w Coroico Boliwia, w zachodniej części kraju.
Siedziba biskupa znajduje się przy katedrze św. Piotra i św. Pawła w Coroico.

## Historia
Początki dzisiejszej diecezji związane są z papieżem Janem XXIII, który 7 listopada 1958 r. wydzielił 8 parafii z archidiecezji La Paz tworząc z nich osobną jednostkę administracyjną Kościoła katolickiego w Boliwii – prałaturę terytorialną z siedzibą prałata w Coroico. Podstawą prawną do jej utworzenia była konstytucja apostolska Ex quo.
28 lipca 1983 r. papież Jan Paweł II podniósł dotychczasową prałaturę terytorialną do rangi diecezji, przydzielając ją jako sufraganie archidiecezji La Paz, która była siedzibą metropolii kościelnej.

## Biskupi

### Prałat
- 1959–1983: bp Tomás Roberto Manning, OFM, biskup tytularny Arsamosata

### Ordynariusze
- 1983–1996: bp Tomás Roberto Manning, OFM
- 1997–2022: bp Juan Vargas Aruquipa
- od 2023: bp Juan Carlos Huaygua Oropeza

### Sufragani
- 1992–1997: bp Juan Vargas Aruquipa, biskup tytularny Bita